# Oommen Chandy
Oommen Chandy, född 31 oktober 1943 i Puthuppally i Kottayam-distriktet, Kerala, död 18 juli 2023 i Bangalore, Karnataka, var en indisk politiker (INC) som var chefsminister (Chief Minister) i delstaten Kerala 2004–2006 samt 2011–2016. Han representerade sitt hemmadistrikt Kottayam i Keralas lagstiftande församling under 30 år. 
Han hade tidigare andra ministerposter på delstatsnivå, senast finansministerposten till 1994. Han ledde under senare tid koalitionen United Democratic Front.